# Gabriel Daniel Fahrenheit
Gabriel Daniel Fahrenheit (født 24. maj 1686, død 16. september 1736) var en tysk fysiker, der udviklede Fahrenheit-skalaen.
Fahrenheit blev født i Danzig (senere Gdansk), der på daværende tidspunkt var en del af Det kongelige Preussen. Han slog sig i 1717 ned i Haag, Nederlandene, hvor han arbejdede det meste af sit liv med at udvikle præcise termometre, højdemålere og barometre.
Månekrateret Fahrenheit blev i 1976 opkaldt efter ham.